# МСБ-2
МСБ-2 «Надія» (або 2МСБ) — український багатоцільовий гелікоптер, створений ПАТ «Мотор Січ» на основі Мі-2.
МСБ в назві вертольота розшифровується як Мотор Січ Богуслаєв.
Сертифікат розробника даного вертольота компанія «Мотор Січ» отримала в 2011 році, в квітні 2013 року почалися його випробування і підготовка до серійного виробництва. 4 липня 2014 року було здійснено перший політ. Сертифікувати вертоліт планується до кінця 2018 року.
На вертоліт Мі-2МСБ встановлюють сучасний двигун АІ450М (розроблений ДП «Івченко-Прогрес» і виробляється на ПАТ «Мотор Січ») потужністю 465 к.с., частково встановлена нова авіоніка, що кардинально відрізняє його від Мі-2. Це абсолютно інша машина за всіма характеристиками:  шуму, паливної економічності на висоті, вантажопідйомність стала в рази вище. Максимальна швидкість - 250 км на годину.
Станом на 16 квітня 2018 випущено 4 гелікоптери МСБ-2.

## Модифікації
Планується виготовлення МСБ-2 в наступних модифікаціях:
- МСБ-2 (Мі-2МСБ) — транспортно-пасажирська (до 8 пасажирів) для перевезень на дальність до 750 км;
- МСБ-2С — для потреб ДСНС з монтажем необхідного обладнання;
- МСБ-МД — для потреб медицини;
- МСБ-2П — протипожежна з установкою обладнання ємністю 900 л для гасіння вогню;
- МСБ-2СХ — сільськогосподарська, для обробки посівів;[6]
- МСБ-2МО (Мі-2МСБ-В) — військова машина, що має бути прийнята на озброєння України вже в 2015 році. За попередніми даними, новий легкий ударний вертоліт буде призначений для виконання оперативно-тактичних завдань в інтересах підрозділів Збройних Сил, боротьби з живою силою і бронетехнікою противника. Планується, що МСБ-2МО матиме версії протитанкову, розвідувальну та корабельного базування. Машина буде обладнана двома фермами для розміщення блоків Б8В20А некерованих ракет (блок з 20 напрямних для 80-мм реактивних снарядів) або універсальних гарматних контейнерів УПК-23-250 (гарматний контейнер з двоствольною 23-мм гарматою ГШ-23Л з боєкомплектом 250 снарядів).[7]